# Franz Holzweißig
Franz Bernhard Holzweißig (* 27. März 1928 in Chemnitz; † 23. September 2018) war ein deutscher Ingenieur auf dem Gebiet der Technischen Mechanik, Hochschullehrer und Autor.

## Leben
Nach dem Besuch der Kreuzschule und des Kreuzchores von 1938 bis 1944 in Dresden und einer Lehre als Motorenschlosser studierte er von 1946 bis 1949 Maschinenbau an der Ingenieurschule Mittweida. Nach dem Abschluss als Ingenieur setzte er seine Ausbildung 1949 an der TH Dresden fort, wo er 1953 einen Abschluss als Diplomingenieur für Wärmetechnik erlangte.
Dem Hochschulstudium schloss Holzweißig bis 1961 eine Tätigkeit als Assistent, später Oberassistent bei Heinz Neuber und Arthur Weigand an, die an der TH Dresden auf dem Gebiet der Technischen Mechanik forschten.
Dort wurde er 1959 mit einer Arbeit über Dynamische Untersuchungen an der Zylindergruppe einer Offsetmaschine zum Doktoringenieur promoviert.
Von 1961 bis 1963 war er Abteilungsleiter im Industrie-Institut Nagema. Anschließend erfolgte seine Habilitation.
Im Jahr 1961 wurde er zunächst zum Wahrnehmungs-Professor für Sonderprobleme der Schwingungstechnik, 1964 dann zum Professor für Technische Mechanik berufen.
Von 1991 bis 1994 war Holzweißig Dekan der Fakultät für Maschinenwesen der TU Dresden.
Er verfasste gemeinsam mit Hans Dresig das Standardwerk Maschinendynamik.
Franz Holzweißig lebte in Dresden. Sein Grab befindet sich auf dem Friedhof in Graupa.

## Veröffentlichungen (Auswahl)
- Einführung in die Messung mechanischer Schwingungen. Fachbuchverlag Leipzig, 1963.
- mit Hans Göldner: Leitfaden der Technischen Mechanik : Statik, Festigkeitslehre, Kinematik, Dynamik. 11., verb. Auflage. Fachbuchverlag, Leipzig 1989, ISBN 3-343-00497-9.
- mit Gottfried Meltzer: Messtechnik der Maschinendynamik. 2. Auflage. Fachbuchverlag, Leipzig, 1978.
- mit Co-Autoren: Arbeitsbuch Maschinendynamik / Schwingungslehre.  2., verb. Auflage. Fachbuchverlag, Leipzig 1987, ISBN 3-343-00350-6.
- mit Hans Dresig: Maschinendynamik. 11. Auflage. Springer Verlag, Berlin/Heidelberg 2013, ISBN 978-3-642-29570-6. Übersetzt in die englische und chinesische Sprache.[5][6]